# J Ward
J Ward va ser una presó australiana utilitzada per albergar criminals dements. Està situat a Ararat, Victòria, Austràlia. Els edificis estan construïts en pedra blava.
Actualment és un museu obert al públic. Els recorreguts pel museu estan disponibles tots els dies, excepte els festius. Algunes obres inclouen dibuixos creats a les parets per diversos presoners. J Ward no només estava ocupat pels bojos criminals, sinó també per bojos que no havien comès cap delicte.